# Wes Unseld
Westley Sissel Unseld, detto Wes (Louisville, 14 marzo 1946 – Catonsville, 2 giugno 2020), è stato un cestista, allenatore di pallacanestro e dirigente sportivo statunitense. Giocava nel ruolo di centro; nel 1996 fu inserito nella lista dei 50 migliori giocatori del cinquantenario della NBA.

## Carriera
Eletto nella Basketball Hall of Fame nel 1988, fu rookie dell'anno nel 1969 e nello stesso anno anche MVP della stagione; inoltre ottenne anche un premio come MVP delle finali del 1978, ultimo atto della corsa di Washington per il suo unico titolo. Raggiunse le finals anche nel 1971, 1975 e 1979.
Prese parte a 5 NBA All-Star Game, e segnò 10,8 punti, 14 rimbalzi, 3,9 assist a partita nel giro di 984 partite. Insieme a Wilt Chamberlain, è stato l'unico giocatore ad aver vinto il premio come MVP della stagione al suo anno come rookie.

## Statistiche
| † | Denota una stagione in cui ha vinto il titolo NBA. |
| * | Primo nella lega                                   |

### NBA

#### Regular Season
| Anno       | Squadra            | PG  | PT  | MP   | TC%   | 3P%  | TL%  | RP    | AP  | PRP | SP  | PP   |
| ---------- | ------------------ | --- | --- | ---- | ----- | ---- | ---- | ----- | --- | --- | --- | ---- |
| 1968-1969  | Baltimore Bullets  | 82  | -   | 36,2 | 47,6  | -    | 60,5 | 18,2  | 2,6 | -   | -   | 13,8 |
| 1969-1970  | Baltimore Bullets  | 82* | -   | 39,4 | 51,8  | -    | 63,8 | 16,7  | 3,5 | -   | -   | 16,2 |
| 1970-1971  | Baltimore Bullets  | 74  | -   | 39,2 | 50,1  | -    | 65,7 | 16,9  | 4,0 | -   | -   | 14,1 |
| 1971-1972  | Baltimore Bullets  | 76  | -   | 41,7 | 49,8  | -    | 62,9 | 17,6  | 3,7 | -   | -   | 13,0 |
| 1972-1973  | Baltimore Bullets  | 79  | -   | 39,1 | 49,3  | -    | 70,3 | 15,9  | 4,4 | -   | -   | 12,5 |
| 1973-1974  | Capital Bullets    | 56  | -   | 30,8 | 43,8  | -    | 65,5 | 9,2   | 2,8 | 1,0 | 0,3 | 5,9  |
| 1974-1975  | Washington Bullets | 73  | -   | 39,8 | 50,2  | -    | 68,5 | 14,8* | 4,1 | 1,6 | 0,9 | 9,2  |
| 1975-1976  | Washington Bullets | 78  | -   | 37,5 | 56,1* | -    | 58,5 | 13,3  | 5,2 | 1,1 | 0,8 | 9,6  |
| 1976-1977  | Washington Bullets | 82  | 82  | 34,9 | 49,0  | -    | 60,2 | 10,7  | 4,4 | 1,1 | 0,5 | 7,8  |
| 1977-1978† | Washington Bullets | 80  | -   | 33,1 | 52,3  | -    | 53,8 | 11,9  | 4,1 | 1,2 | 0,6 | 7,6  |
| 1978-1979  | Washington Bullets | 77  | -   | 31,2 | 57,7  | -    | 64,3 | 10,8  | 4,1 | 0,9 | 0,5 | 10,9 |
| 1979-1980  | Washington Bullets | 82  | 82  | 36,3 | 51,3  | 50,0 | 66,5 | 13,3  | 4,5 | 0,8 | 0,7 | 9,7  |
| 1980-1981  | Washington Bullets | 63  | -   | 32,3 | 52,4  | 50,0 | 64,0 | 10,7  | 2,7 | 0,8 | 0,6 | 8,0  |
| Carriera   | Carriera           | 984 | 164 | 36,4 | 50,9  | 50,0 | 63,3 | 14,0  | 3,9 | 1,1 | 0,6 | 10,8 |

#### Play-off
| Anno     | Squadra            | PG  | PT | MP   | TC%  | 3P% | TL%  | RP    | AP  | PRP | SP  | PP   |
| -------- | ------------------ | --- | -- | ---- | ---- | --- | ---- | ----- | --- | --- | --- | ---- |
| 1969     | Baltimore Bullets  | 4   | -  | 41,3 | 52,6 | -   | 78,9 | 18,5  | 1,3 | -   | -   | 18,8 |
| 1970     | Baltimore Bullets  | 7   | -  | 41,3 | 41,4 | -   | 78,9 | 23,6* | 3,4 | -   | -   | 10,4 |
| 1971     | Baltimore Bullets  | 18  | -  | 42,2 | 46,2 | -   | 56,8 | 18,8  | 3,8 | -   | -   | 13,2 |
| 1972     | Baltimore Bullets  | 6   | -  | 44,3 | 49,2 | -   | 52,6 | 12,5  | 4,2 | -   | -   | 12,3 |
| 1973     | Baltimore Bullets  | 5   | -  | 40,2 | 41,7 | -   | 47,4 | 15,2  | 3,4 | -   | -   | 9,8  |
| 1974     | Capital Bullets    | 7   | -  | 42,4 | 49,2 | -   | 60,0 | 12,1  | 3,9 | 0,6 | 0,1 | 10,1 |
| 1975     | Washington Bullets | 17  | -  | 43,2 | 54,6 | -   | 65,6 | 16,2  | 3,8 | 0,9 | 1,2 | 10,7 |
| 1976     | Washington Bullets | 7   | -  | 44,3 | 46,2 | -   | 54,2 | 12,1  | 4,0 | 0,9 | 0,6 | 7,0  |
| 1977     | Washington Bullets | 9   | -  | 40,9 | 55,6 | -   | 58,3 | 11,7  | 4,9 | 0,9 | 0,7 | 7,4  |
| 1978†    | Washington Bullets | 18  | -  | 37,6 | 53,0 | -   | 58,7 | 12,0  | 4,4 | 0,9 | 0,4 | 9,4  |
| 1979     | Washington Bullets | 19  | -  | 38,7 | 49,4 | -   | 60,9 | 13,3  | 3,4 | 0,9 | 0,7 | 10,3 |
| 1980     | Washington Bullets | 2   | -  | 43,5 | 50,0 | -   | 66,7 | 14,0  | 3,5 | 0,0 | 1,5 | 9,0  |
| Carriera | Carriera           | 119 | -  | 41,1 | 49,3 | -   | 60,8 | 14,9  | 3,8 | 0,8 | 0,7 | 10,6 |

### Allenatore
| Stagione | Squadra            | Regular Season | Regular Season | Regular Season | Regular Season | Regular Season             | Post Season                              |
| Stagione | Squadra            | V              | P              | % V            | G              | Posizione finale           | Post Season                              |
| -------- | ------------------ | -------------- | -------------- | -------------- | -------------- | -------------------------- | ---------------------------------------- |
| 1987-88  | Washington Bullets | 30             | 25             | 54,5           | 55             | 2º nella Atlantic Division | Sconfitto al Primo Round dai 76ers (1-3) |
| 1988-89  | Washington Bullets | 40             | 42             | 48,8           | 82             | 4º nella Atlantic Division | Manca i play-off                         |
| 1989-90  | Washington Bullets | 31             | 51             | 37,8           | 82             | 4º nella Atlantic Division | Manca i play-off                         |
| 1990-91  | Washington Bullets | 30             | 52             | 36,6           | 82             | 4º nella Atlantic Division | Manca i play-off                         |
| 1991-92  | Washington Bullets | 25             | 57             | 30,5           | 82             | 6º nella Atlantic Division | Manca i play-off                         |
| 1992-93  | Washington Bullets | 22             | 60             | 26,8           | 82             | 7º nella Atlantic Division | Manca i play-off                         |
| 1993-94  | Washington Bullets | 24             | 58             | 29,3           | 82             | 7º nella Atlantic Division | Manca i play-off                         |
|          | Carriera           | 202            | 345            | 36,9           | 547            |                            |                                          |

## Palmarès

### Giocatore
- 2 volte NCAA AP All-America First Team (1967, 1968)
- Campionato NBA: 1

Washington Bullets: 1978
- NBA MVP (1969)
- NBA Finals MVP (1978)
- NBA Rookie of the Year (1969)
- NBA All-Rookie First Team (1969)
- All-NBA First Team (1969)
- 5 volte NBA All-Star (1969, 1971, 1972, 1973, 1975)
- Miglior rimbalzista NBA (1975)
- Migliore nella percentuale di tiro NBA (1976)
- Tredicesimo miglior rimbalzista di sempre NBA
- Sesto migliore giocatore di sempre per rimbalzi a partita NBA in regular season (13,99 rimbalzi a partita)
- Terzo migliore rimbalzista di sempre per rimbalzi a partita NBA nei Playoff (14,9 rimbalzi a partita)
- Inserito tra i 50 migliori giocatori del cinquantenario della NBA
- Inserito nel NBA 75th Anniversary Team